# الالی-کانسولی
الالی-کانسولی (به انگلیسی: Alloli-Kansoli) یک منطقهٔ مسکونی در هند است که در کارناتاکا واقع شده‌است.